# エイチ・アイ・エス
株式会社エイチ・アイ・エス（英: H.I.S. Co., Ltd.）は、東京都港区虎ノ門に本社を置く、旅行業法に基づく大手旅行業者である。

## 概説
代表取締役会長兼社長（CEO）は澤田秀雄。
「ツーリズムを通じて、世界の人々の見識を高め、国籍・人種・文化・宗教などを超え、世界平和・相互理解の促進に貢献する」という企業理念のもと、海外旅行および国内旅行の企画・販売・手配を行う総合旅行会社。
旅行業界のベンチャーとして、格安航空券をはじめ、オーストラリアでのホテル事業、また1996年には航空会社・スカイマークエアラインズの設立を発表（1998年定期運航開始。その後グループ外となり「スカイマーク株式会社」に社名変更）するなど、新たなチャレンジを繰り返してきた。
日本国外への格安航空券の販売が主であるが、現社名に変更された1990年ごろから自社企画の海外パッケージツアー商品も販売するようになり、グループのホテルなども持つようになる。
2009年時点では格安航空券のほか、日本国外を主体とした比較的価格の安いパッケージツアー商品、フリープラン商品を中心に発売している。国外への格安航空券の販売で拡大してきた背景上、国内旅行の取扱いが極端に少なく、また国内旅行の取扱いが可能な営業所も少ない。
日本の大手旅行会社の中では、このH.I.S.と農協観光、JTBは鉄道会社系ではない（JTBはその設立に国鉄が深くかかわった経緯があるためJR各社が株主であるが、当初より国鉄とは別法人であることから、系列やグループ企業にはあたらない）。
2015年4月現在、日本国内には北海道から沖縄まで計305店舗の営業所（直営ではない「特約代理店」を含む）があるが、山陰地方には営業所は存在しない。
日本国外には128都市187拠点のネットワークを有しており（2015年4月現在）、6大陸すべてに拠点を構える数少ない旅行会社である。
バリ島（インドネシア）やプーケット島（タイ）といった新興リゾート地のシェアはJTBを含め、日系旅行会社の中で群を抜いてトップである。ハワイなどの伝統的な観光地のシェアも近年では高いシェアを誇る。
なお、社名のH.I.Sについては諸説があり、主に以下の説が有力説となっている。
- ブランド説

チケットのブランド名が当時、「Hide International Service」であったから。なお、「Hide」とは、創業者である澤田秀雄の「秀」を意味する。
- スローガン説

スローガンが当時、「Highest International Standards」「最も優れた世界標準」であったから。

### 航空会社
2012年12月4日、タイに国際チャーター便専用の航空会社を設立したと発表した。社名は当初、アジア・パシフィック・エアラインズを予定していたが、アジア・アトランティック・エアラインズとして設立された。2013年7月から、中型機であるボーイング767-300ER 2機で運航する。2017年にアジア・アトランティック・エアラインズが第三者割当増資を行ったことにより、連結の対象から外れている。

## ブランド
- 秀インター - 同社の一番の強みである、航空券単体での販売ブランド。「秀」は現会長・澤田秀雄の名に由来する。
- Ciao（チャオ） - 航空券と宿泊および現地送迎など、旅の基本パーツがセットになったパッケージツアーブランド。自由旅行が主体で、一番の売れ筋商品。キャッチフレーズは「我がまま、気まま、チャオな旅」。
  - Ciaopresso（チャオプレッソ） - 2009年から新たに登場したブランド。Ciaoの中でも観光や食事が組み込まれた充実コースを分離・単体化させた。後述するimpresso同様、価格保証を敷いている点に特徴がある。
  - Premium Ciao（プレミアム・チャオ） - Ciaopressoとともに登場した新ブランド。ゆとりやこだわりを重視し、値段設定が高めに設定されている。
- impresso（インプレッソ） - 添乗員が同行するツアー。あらかじめ食事や観光が組み込まれている。ホテルのランクアップなど、ほとんどのプランでアレンジが可能であるほか、価格保証を敷いている。2007年には、ゆとりとこだわりを重視した"impresso PREMIUM（インプレッソ プレミアム）"を販売開始。
- Extage（エクステージ） - 全コースビジネスクラス・ファーストクラス利用、プライベート感を重視した専用車送迎、ラグジュアリーホテルを厳選した、ワンランク上のパッケージツアーブランド。格安旅行のイメージの強いH.I.S.にあって異色のブランドといえるが、こちらの人気も根強い。プライベートジェットなども取り扱っている。
- Worldwide Hotels（ワールドワイドホテルズ） - ホテル単体での販売ブランド。「秀インター」と合わせて手配することも可能で、自由な組み合わせが可能。ツアーの送迎は要らないといった顧客からのニーズも高い。公式サイトからは、24時間オンライン予約が可能。
- かいと - 国内旅行のツアーブランド。航空機またはバスを利用したプランが中心。人気アーティストのコンサートイベントと観光を合わせたプランなども積極的に展開。JR利用プランは近畿日本ツーリストグループの「メイト」との共同商品が多く、当該プランでの契約乗車票（いわゆる「マル契」）はH.I.S.では基本的にJRの乗車券類を取り扱っていない[注釈 1]ため、近畿日本ツーリストのマルス端末で発券されることから、受取に日数がかかる。また、国内旅行を取り扱っているのは大型店舗に限られている。
- No.1 TRAVEL（ナンバーワントラベル） - 日本在住の外国人向け海外航空券ブランド。新宿・池袋・横浜・大阪・名古屋・福岡の店舗は原則「ACROSS No.1 TRAVEL」ブランド（H.I.S.が吸収合併した旧エーティービーの店舗）でH.I.S.直営、渋谷・関内の店舗は「No.1 TRAVEL」ブランドで子会社のナンバーワントラベル渋谷が運営。

## 沿革

2019年10月31日までのコーポレートロゴ

出典：第38期有価証券報告書（2018年10月31日現在）
- 1980年（昭和55年）
  - 12月19日 - 東京都新宿区西新宿一丁目4番6号に株式会社インターナショナルツアーズ設立[1]。
  - 12月 - 大阪府大阪市北区に大阪支店（現・梅田本店営業所）設置。
- 1981年（昭和56年）4月 - 一般旅行業代理店業登録（登録第3034号）
- 1983年（昭和58年）12月 - 福岡県福岡市中央区に福岡支店（現・福岡天神本店営業所）設置。
- 1984年（昭和59年）9月 - 愛知県名古屋市中村区に名古屋支店（現・栄本店営業所）
- 1986年（昭和61年）6月 - 一般旅行業登録（登録第724号）
- 1990年（平成2年）
  - 4月 - 株式会社エイチ・アイ・エスに商号変更。
  - 8月 - 株式会社パスポルテ（現・株式会社クオリタ）設立。
  - 12月 - IATA（国際航空運送協会）に公認代理店として認可。
- 1991年（平成3年）11月 - 本社組織として統括営業本部を、地方組織として関東、中部、関西、九州に地区営業本部設置。
- 1993年（平成5年）5月 - 東京都渋谷区千駄ヶ谷五丁目33番8号サウスゲート新宿に新宿本社内支店（のちの新宿本社営業所）を設置
- 1994年（平成6年）
  - 1月 - 名古屋支店と名古屋栄支店を統合し、名古屋市東区に名古屋支店（現・栄本店営業所）として大型店舗設置。
  - 9月 - 福岡支店、天神支店及び本部内支店を統合し、福岡市博多区にトラベルワンダーランド九州として大型店舗設置。
- 1995年（平成7年）3月 - 日本証券業協会の開設する店頭売買有価証券市場（ジャスダック）に登録。
- 1996年（平成8年）11月12日 - スカイマークエアランズ株式会社（現・スカイマーク株式会社）を設立（2005年以降、グループ離脱）。
- 1997年（平成9年）7月 - 神奈川県横浜市西区に横浜支店を移転し、トラベルワンダーランド横浜（横浜本店営業所）として大型店舗設置。
- 1998年（平成10年）
  - 4月 - 東京都渋谷区に大型店舗トラベルワンダーランド渋谷（現・渋谷本店営業所）を設置。
  - 6月 - 埼玉県さいたま市大宮区に大型店舗トラベルワンダーランド大宮（現・大宮本店営業所）を設置。
- 1999年（平成11年）10月 - 北海道札幌市中央区に大型店舗トラベルワンダーランド札幌（現・札幌本店営業所）を設置。
- 2000年（平成12年）
  - 3月 - エイチ・アイ・エス協立証券株式会社（現・HSホールディングス株式会社）を子会社化。
  - 4月 - 東京都渋谷区道玄坂一丁目12番1号渋谷マークシティウエストビルに本社機能及び関東営業本部を移転。
  - 5月 - 株式会社豊和トラベルサービス（現・株式会社オリオンツアー）を子会社化。
- 2001年（平成13年）2月 - エイチ・アイ・エス協立証券株式会社（現・HSホールディングス株式会社）の株式を売却し、資本関係解消。
- 2002年（平成14年）
  - 11月 - 株式会社クルーズプラネットを子会社化。
  - 12月 - 東京証券取引所市場第二部に上場。
- 2004年（平成16年）
  - 4月 - 東京都新宿区西新宿六丁目8番1号住友不動産新宿オークタワーに本社機能及び関東営業本部を移転。
  - 9月 - 東京都千代田区にトラベルステーション丸の内オアゾ営業所（現・丸の内本店営業所）設置。
  - 10月 - 東京証券取引所市場第一部に指定。
- 2005年（平成17年）10月 - 九州産業交通株式会社（現・九州産業交通ホールディングス株式会社）に資本参加。
- 2006年（平成18年）
  - 6月 - 2005（平成17）年度の海外旅行取扱人数（単独決算ベース）において、JTBを抜いて、旅行業界首位となる。
  - 11月 - インバウンド事業を手掛ける、株式会社エイチ・アイ・エス エクスペリエンス ジャパンを設立（2010年に本社へ統合）。
- 2008年（平成20年）
  - 4月 - 営業拠点区分を4営業本部（関東、中部、関西、九州・中国）から、東日本地区（関東、東北、北海道）と西日本地区（中部、関西、九州・四国）に組織変更。
  - 5月 - 大手旅行業者では初めて、すべての商品の料金表示で、燃油サーチャージを含めた総額で表示する。
  - 12月 - 国内初のホテル「ウォーターマークホテル札幌」（現・ホテルビスタ札幌［大通］）オープン。
- 2009年（平成21年）1月 - 株式会社欧州エキスプレスを子会社化。
- 2010年（平成22年）4月 - 経営難で赤字のハウステンボス株式会社（長崎県）を子会社化。
- 2011年（平成23年）
  - 1月 - HTBクルーズ株式会社を設立。
  - 3月 -3月期の海外旅行取扱高において、JTBグループを抜いて、旅行業界首位となる。
  - 7月 - 「ウォーターマークホテル長崎・ハウステンボス」オープン。
- 2012年（平成24年）7月 - 九州産業交通ホールディングス株式会社を子会社化。
- 2013年（平成25年）4月 - 東京都新宿区に新宿三丁目本店（現・HAWAII 新宿三丁目営業所）を設置。
- 2014年（平成26年）5月 - 株式会社ラグーナテンボス設立。
- 2015年（平成27年）
  - 1月 - ローコストホテル「変なホテル ～変わり続けることを約束するホテル～ 」を開業と発表[3]。
  - 2月 - 翌年4月の電気事業法改正による電力小売全面自由化を受け、電力販売事業に参入するため、ハウステンボス株式会社の子会社として HTB エナジー株式会社を設立[広報 2]。
  - 7月 - ハウステンボス内に「変なホテル」オープン。
  - 11月 - 同程国際旅行有限公司（LY.com）との合弁会社 LY-HISトラベル株式会社を設立[広報 3]。
  - 12月 - 株式会社INTERPARK（韓国）との合弁会社 株式会社INTERPARK TOUR JAPANを設立[広報 4]。
- 2016年（平成28年）
  - 3月 - アクティビティジャパンを子会社化[広報 5]。
  - 4月 - 電力販売開始[広報 6]。
  - 11月 - ホテル運営[4] を担当する子会社 H.I.S.ホテルホールディングス株式会社を設立[広報 7][5]。
  - 12月 - エイチ・エス損害保険株式会社を子会社化。
- 2018年（平成30年）
  - 2月 - 日本通信株式会社との合弁会社 H.I.S.Mobile 株式会社を設立[広報 8]。
  - 4月 - グループエネルギー事業を統括する中間持株会社 H.I.Sエネルギーホールディングス株式会社を設立[広報 9]。
  - 6月 - 違法な長時間労働をさせたとして、東京簡易裁判所から労働基準法違反の罪で略式起訴[6]。
- 2019年（令和元年）11月1日 - 創業40周年目を迎え、新たな挑戦への決意を込め、コーポレートロゴを一新[7]。
- 2020年（令和2年）
  - 6月22日 - 本社を港区虎ノ門に移転[8]
  - 6月24日 - 同年8月1日を目途に、旅行事業などを分割準備会社として設立した株式会社新エイチ・アイ・エスに承継させ、持株会社体制への移行並びに、当社の商号をH.I.S. HOLDINGS 株式会社に、新エイチ・アイ・エスを株式会社エイチ・アイ・エスへ変更する予定[広報 10] であったが、新型コロナウイルス感染拡大への対策を優先とするため、持株会社体制への移行を2021年11月1日へ延期することを発表[広報 11]。
- 2021年（令和3年）
  - 3月15日 - これまで延期していた持株会社体制への移行について、中止することを発表[9]。
  - 6月30日 - 本社が入居する神谷町トラストタワーの区分所有部分（4・5階、約7700m2）をSMFLみらいパートナーズに売却すると発表。売却後も賃貸契約を結び引き続き本社として入居する[10]。
- 2022年（令和4年）
  - 9月30日 - ハウステンボス株式会社の保有全株式をPAG HTB Holdingsへ譲渡[広報 12]。
  - 10月27日 - 臨時株主総会を開き、資本金を247億円から1億円に減額することを可決。資本準備金も174億円から2500万円に減らす[11]。
  - 12月19日 - グループパーパス『「心躍る」を解き放つ』を制定し、同時に企業ロゴを変更[広報 13]。
- 2024年（令和6年）
  - 6月29日 - 旗艦店の新宿本社営業所を新宿駅西口に移転し、「トラベルワンダーランド新宿」に改称[12]。
  - 10月25日 - 2021年にSMFLみらいパートナーズに売却した神谷町トラストタワーの本社入居フロアを買い戻すことを発表[13]。

## 営業所・支店
- 日本国内の営業所は公式サイト「営業所案内」を参照。
- 日本国外の支店は公式サイト「海外支店のご案内」を参照。

## グループ会社
2021年10月31日現在でグループ会社数：全204社である。

### 旅行事業
- 株式会社エイチ・アイ・エス（当社）
- 株式会社ナンバーワントラベル渋谷
- 株式会社オリオンツアー - 東京周辺 ⇔ 京阪神周辺を結ぶツアーバスを主催していた。
- 株式会社クルーズプラネット
- 株式会社欧州エキスプレス
- 株式会社クオリタ - ファーストクラス・ビジネスクラスに特化した商品のみを取り扱う「エグゼクティブ・セクション」店舗を首都圏で運営。
- 株式会社ジャパンホリデートラベル - インバウンド事業
- 株式会社エイチ・アイ・エス沖縄

### テーマパーク事業
- 株式会社ラグーナテンボス - 2014年に設立、ラグーナ蒲郡の観光・商用施設を運営する。

### ホテル事業
- H.I.S.ホテルホールディングス株式会社 - 「変なホテル」をはじめとする運営ホテルのマネジメントを行う。

### 地域事業
- 九州産業交通ホールディングス株式会社 - 九州産交グループの統括
  - 九州産交バス株式会社
  - 産交バス株式会社
  - 九州産交オートサービス株式会社
  - 熊本フェリー株式会社
  - 九州産交ツーリズム株式会社
  - 九州産交ランドマーク株式会社
  - 九州産交リテール株式会社
  - 株式会社KASSE JAPAN
  - 九州BMサービス株式会社
  - 九州産交プランニング株式会社
  - 肥後リカー株式会社
  - 株式会社華まる堂
  - 九州産交カード株式会社
- 株式会社オー・ティー・ビー - HISグループ初の貸切バス部門。2013年7月の「新高速バス制度」施行に伴い高速バス事業に参入、オリオンバスより乗合移行した「O.T.Bライナー」（後に旧ツアーバス時代の名称である「オリオンバス」に改称）の運行事業者となる。

### ロボット事業
- 株式会社 hapi-robo st

### エネルギー事業
- H.I.Sエネルギーホールディングス株式会社 - エネルギー事業を統括
  - H.I.S SUPER電力株式会社 - 再生可能エネルギーを用いた発電・電力供給

### 保険事業
- エイチ・エス損害保険株式会社

### 他事業
- 変な商社株式会社 - H.I.S.グループ内全事業へのサポート
- 株式会社エス・ワイ・エス - 宿泊施設の直販支援サービス
- H.I.S.Mobile 株式会社 - 通信事業

ほか

### かつての子会社
- エイチ・アイ・エス協立証券株式会社（現：HSホールディングス株式会社） - 2001年に株式を取締役会長の澤田秀雄へ譲渡
- 株式会社エーティービー - 業績不振により2008年限りで解散。
- HTBエナジー株式会社 - 2022年5月20日に光通信の子会社・株式会社HBDへ譲渡[14]。
- ハウステンボス株式会社 - 2022年9月30日に保有全株式を譲渡。

### かつての持分法適用関連会社
- アジア・アトランティック・エアラインズ - 2012年12月に設立した国際チャーター航空会社。本社はバンコク。

## 不祥事

### トルコツアーバス事故
- 2006年10月17日夜、H.I.S.主催のツアー「お得にトルコ周遊9日間」でトルコを旅行していた日本人ツアー客を乗せたバスが横転事故を起こし、乗客1名が死亡、23名が重軽傷を負った。事故原因は、雨によるスリップが理由と当局から発表された。遺族・被害者側はH.I.S.側を2009年6月25日に民事で提訴した。

### 労働問題
- 2017年に、従業員に違法な長時間労働をさせ、労働局による再三の是正勧告にも従わなかったとして、書類送検される。2018年6月に、労働基準法違反の罪で有罪判決。

### ハワイ挙式260組が中止
- 2018年9月28日、H.I.S.が企画したハワイでの挙式プランやツアーについて式場の建設工事遅れで急遽中止したことを明らかにした。2018年9月から2019年9月までの予約分260組が対象。代金を全額払い戻し、代替プランを提案。H.I.S.は観光庁に事実関係を報告。H.I.S.は返金とともに見舞金を支払う。利用客の大半は別の式場で挙式に変更したという[15]。

### リクルート株投資50億円詐欺事件
2019年3月14日、同社会長兼社長澤田秀雄の金庫番の「リクルート株投資」をめぐる民事訴訟の初公判が開かれた。澤田秀雄の「リクルート株投資」は、2018年5月から取引が始まり、50億円が同社が筆頭株主のハウステンボスから振り込まれた。澤田秀雄は2019年3月1日、同社株を120万株売却、約53億円を得てハウステンボスとの債権債務を解消した。上場を公表しているハウステンボス との利益相反取引を疑わせる部分もある。

### 子会社2社がGo To トラベルで不正受給
- 2021年12月、子会社であるジャパンホリデートラベルとミキ・ツーリストが2020年10月ごろに社員などの名前を無断使用して約60〜70連泊前後の契約をホテルとの間で行い、当時日本政府が行っていたGo To トラベルの給付金を不正に受給していたことがTBSテレビによるスクープで判明した[18][19]。このことを受けて、H.I.S.は調査委員会を設置すると共に同年12月13日に予定していた同年10月期の決算発表を延期した[19]。
- その後、2021年12月24日に社内調査委員会は報告書を発表し、ホテル運営会社のJHATが主導する形で実態のない宿泊を申請し、最大で6億8000万円分を不正受給していた可能性があると発表した。これを受けて、H.I.S.はミキ・ツーリストの社長を解任するほか、Go To トラベル事業が再開しても子会社2社は参画させない方針を明らかにした。また、国土交通大臣の斉藤鉄夫もH.I.S.子会社2社とJHATに対し、給付金の返還請求を行うことを表明した[20][21][22]。

### 雇用調整助成金の不適正受給
2025年1月27日、雇用調整助成金を不適切に受給していたとして、約62.5億円を国に返還すると発表した。新型コロナの感染拡大に伴い2020年3月から2022年12月に約242億円を受給したが、社員の一部は休業中に自宅から顧客にメールを送信するなど業務を行っていた。2024年4月に会計監査人に情報提供があり、不適切な受給が発覚したという。矢田素史社長は「メール1通でも勤務にあたるという認識を持っていた者は多くなく、経営陣の指導や助成金制度の理解が足らなかったと反省している」と謝罪した。
同年3月31日、矢田素史社長の報酬を5か月間、50％減額するなど、役員4人の報酬を減額する処分を発表した。

## テレビ番組
- 日経スペシャル カンブリア宮殿（テレビ東京）
  - あくなき挑戦と突破力 ～壁を破る快感～（2006年8月14日）[26]。
  - 700回記念SP 絶体絶命のピンチに挑む"逆境のプロ" 最大の危機は最大のチャンスだ！（2020年9月10日）[27]。

## その他
- 海外旅行経験が入社の条件の一つとなっている。
- 国内のJRや私鉄の乗車券類は取り扱っていないが、JR利用パッケージツアーは取り扱っている。
- 毎年1月に開催される「初夢フェア」をはじめとしてフェアやセールなどが多い。小規模なものを含めると月2回ほどのペースで行われている。
- 2009年7月にフジテレビ系列で放送された『FNSの日26時間テレビ 2009 超笑顔パレード 爆笑!お台場合宿!!』では、恒例イベントとして開催しているFNS局対抗戦の2009年版として開催した「FNS27局対抗!三輪車12時間耐久レース」の優勝賞品としてH.I.S.が贈るイタリア旅行が懸けられていた。正式名は「海外旅行業者のH.I.Sが贈る日本で唯一のオフィシャル権公認ツアー『映画・アマルフィのロケ地と4つの世界遺産を回るイタリア周遊8日間の旅』」であった。一部の視聴者からはRoad to ITALYと言われるほどに大会は人気を博して翌年の2010年も開催が決定した。
- 2007年3月20日には、スルガ銀行と共同で「ワールドキャビット」を発行開始。これは、スルガ銀行で既に発行している「SURUGA VISAデビットカード」がベースとなっており、申込は、エイチ・アイ・エス側に対して行う（同時にスルガ銀行マイ支店の口座開設手続きを行う）。ただし、商品性は大きく変わらない[広報 14]。
- 自社発行の「スカイウォーカーカード」で支払うと、ポイントが貯まり、一定ポイントでH.I.S.商品券と交換できるほか、一般クレジットカードに関しては、従来オンラインでしか取扱いができなかったが、2008年6月から予約センター、大型店舗など、オンライン以外でも順次取り扱いを開始している。
- 千葉商科大学サービス創造学部の公式サポーター企業
- 2019年8月、ホテルへの集客などでシナジー効果を見込み、不動産業やホテル業を手掛けるユニゾホールディングスに対してTOB（株式公開買い付け）を表明するも、米投資ファンドのフォートレス・インベストメント・グループからの対抗TOB表明を受けたことから、不成立に終わる。